# Adam West
William West Anderson (19 de setembre de 1928 – 9 de juny de 2017), conegut com a Adam West, fou un actor americà conegut pel seu paper a la sèrie Batman, emesa a l'ABC durant els anys 1960.
La seva carrera com a actor va començar el 1959. Va actuar amb Chuck Connors a Geronimo (1962) i amb The Three Stooges a The Outlaws Is Coming (1965). També va aparèixer a la pel·lícula de ciència-ficció Robinson Crusoe on Mars (1964), amb Paul Mantee, i va fer de doblador a The Fairly OddParents, The Simpsons i Family Guy (fent versions fictícies d'ell mateix en totes tres) i també a Batman: Return of the Caped Crusaders.